# Felis silvestris mellandi
Felis silvestris mellandi es una subespecie de  mamíferos carnívoros  de la familia Felidae.

## Distribución geográfica
Se encuentra en África occidental central.